# Peter Lautzas
Peter Lautzas (* 22. April 1941 in Königsberg) ist ein deutscher Historiker und Geschichtsdidaktiker. Er ist Träger des Bundesverdienstkreuzes.

## Biographie
Lautzas wurde als erstes Kind des Agrarökonomen Artur Lautzas und seiner Ehefrau Anni in Königsberg/Ostpreußen geboren. Nach der Flucht 1945 lebte die Familie bis 1956 in Niederbayern, ab 1956 dann in Mainz. Dort besuchte er das Gymnasium und studierte ab 1962 an der Johannes Gutenberg-Universität Mainz Germanistik, Geschichte und Philosophie, bis er 1968 das Erste Staatsexamen ablegte. 1970/71 absolvierte er das Referendariat für den Höheren Schuldienst, 1973 wurde er zum Dr. phil. promoviert. Anschließend studierte er einige Semester Politologie und Soziologie in Mainz.
Lautzas war von 1971 bis 1974 am Aufbaugymnasium in Alzey, ab 1977 am Staatlichen Gymnasium am Kurfürstlichen Schloss in Mainz schulisch tätig. Seit 1975 war er zusätzlich in der Lehrerfortbildung, seit 1976 zusätzlich als Regionaler Fachberater für das Fach Geschichte im Regierungsbezirk Rheinhessen-Pfalz beschäftigt.
Sein Schuldienst wurde unterbrochen durch die Abordnung als Referent an das Kultusministerium von Rheinland-Pfalz 1974 bis 1976, wo er für Kultusminister Bernhard Vogel hauptsächlich mit der Reform der gymnasialen Oberstufe (Mainzer Studienstufe) und deren Umsetzung an den Schulen befasst war. Danach war er bis zu seiner Pensionierung im Jahre 2005 ständiger Experte des Ministeriums für den Geschichtsunterricht, 1975–1984 Leiter der Lehrplankommission für die Sekundarstufe II, Mitarbeiter in Gremien der Kultusministerkonferenz sowie Leiter mehrerer pädagogischer Landeskommissionen. Als deutscher Experte nahm er beratend an Konferenzen in Großbritannien (1978) und Frankreich teil (1988) und wurde als Gutachter ausländischer Lehrwerke herangezogen, so etwa aus China.
Verbandspolitisch war Lautzas von 1986 bis 2001 als Landesvorsitzender für Rheinland-Pfalz im Verband der Geschichtslehrer Deutschlands (VGD) tätig, seit 2009 ist er dort Ehrenvorsitzender. Von 2002 bis 2012 war er Bundesvorsitzender des Verbandes. In diese Zeit fällt die Gründung der Zeitschrift „geschichte für heute“ im Wochenschau Verlag.
Lautzas engagierte sich jahrzehntelang im kulturhistorischen Bereich, zuletzt 2015 als Vorsitzender des Vereins Stadthistorisches Museum Mainz. Er ist Autor zahlreicher Veröffentlichungen zu pädagogischen und wissenschaftlichen Themen.
Lautzas ist seit 1966 verheiratet und Vater eines Sohnes (* 1981).

### Ehrungen und Auszeichnungen
Für seine Leistungen wurde Peter Lautzas am 13. August 2007 vom Bundespräsidenten das Bundesverdienstkreuz verliehen.

## Publikationen (Auswahl)
- Weiterleben nach dem Völkermord – Die Versöhnungspolitik in Ruanda nach dem Genozid von 1994. In: geschichte für heute 4/2015.
- Die Archäologie im deutschen Bildungswesen. Fragen und Wünsche an die Archäologie aus der Praxis. In: Integrating Archeology. Science – Wish – Reality, Frankfurt 2012.
- Das historische Mainz, Schwalbach/Ts. 2012.
- Bildungskanon im Fach Geschichte? In: Ute Erdsiek-Rave und Marei John-Ohnesorg (Hrsg.): Bildungskanon heute, Berlin 2012.
- (Hrsg.) Grenzenlos? Grenzen als internationales Problem, Schwalbach 2010.
- Über Grenzen. In: geschichte für heute 3/2010.
- zusammen mit Christoph Kleßmann (Hrsg.): Teilung und Integration – Die doppelte deutsche Nachkriegsgeschichte als wissenschaftliches und didaktisches Problem (= Schriftenreihe der Bundeszentrale für politische Bildung, Band 482), Bonn 2005.
- Die Belagerung von Mainz im Jahre 1793. In: Die Mainzer Republik – Der Rheinisch-Deutsche Nationalkonvent, Mainz 1993.
- zusammen mit Klaus Kremb (Hrsg.): Landesgeschichtlicher Exkursionsführer Rheinland-Pfalz, 3 Bände, Otterbach 1989–1993.
- DUDEN-Abiturhilfe Geschichte, 2 Bände, Mannheim/Wien/Zürich 1989 und 1991.
- (Hrsg.) Gemeinschaftskunde für die Oberstufe des Gymnasiums. Band: Geschichte, Paderborn 1992 (2. Aufl.).
- Die Festung Mainz im Zeitalter des Ancien Régime, der Französischen Revolution und des Empire (1736–1814), Wiesbaden 1973.